# Кука (Рогле)
Кука, още Мая Кишес или Роглевската твърдина (на албански: Маја Kishes, в превод Църковен връх, на македонска литературна норма: Кука, Роглевска тврдина), е антична и средновековна крепост, разположена над положкото село Рогле, Северна Македония.

## Местоположение
Кука е висок 250 m хълм на 470 m надморска височина, 1 km северно от Рогле, който гледа на север към теснината на рекичката Суводолица (Сува или Фуш). През теснината минава главният път Скопие — Полог — Охрид. От рида има визуален контакт към пътя в продължение на много километри на запад и изток и в теснината лесно може да бъде блокиран.

## История

### Античност
През Късната античност на връх Кука е построен кастел с размери 120 х 90 m (0,7 ha). Стената е със здрав хоросанен градеж, с три кули в ъглите. В средата доминира голяма базилика с мозаечен под от V - VI век. Открити са монети от късния IV, V и VI век, пещи за топене на мед и оцветяване на стъклени мозаечни тесери с хромни оксиди.
Пред източното лице на кастела се простира гранична каменна преграда, наричана днес Марков зид. Дълга е няколко километра — до Бояне и склоновете на Жеден на север и до Раович и масива на Сува гора на юг. Преградата (claustra) е обърната на изток към Скопското поле и съвпада с граничната линия между провинциите Дардания и Превалитана. Задачата ѝ е била да блокира всички второстепенни гранични пунктове в този район.

### Средновековие
Сред повърхностните находки има и няколко средновековни предмета: византийски монети — медни скифати от XII - XIII век, тока за колан, част от бронзов кръст — енколпион и пръстен от X - XII век, железни върхове за бронебойни стрели.
Очевидно е, че тази стратегически много важна крепост е била използвана през цялото Средновековие, пазейки главния път от Скопие до Полога и граничните пунктове към сръбските земи на северозапад, както и към Охрид на югозапад.